# Viacom

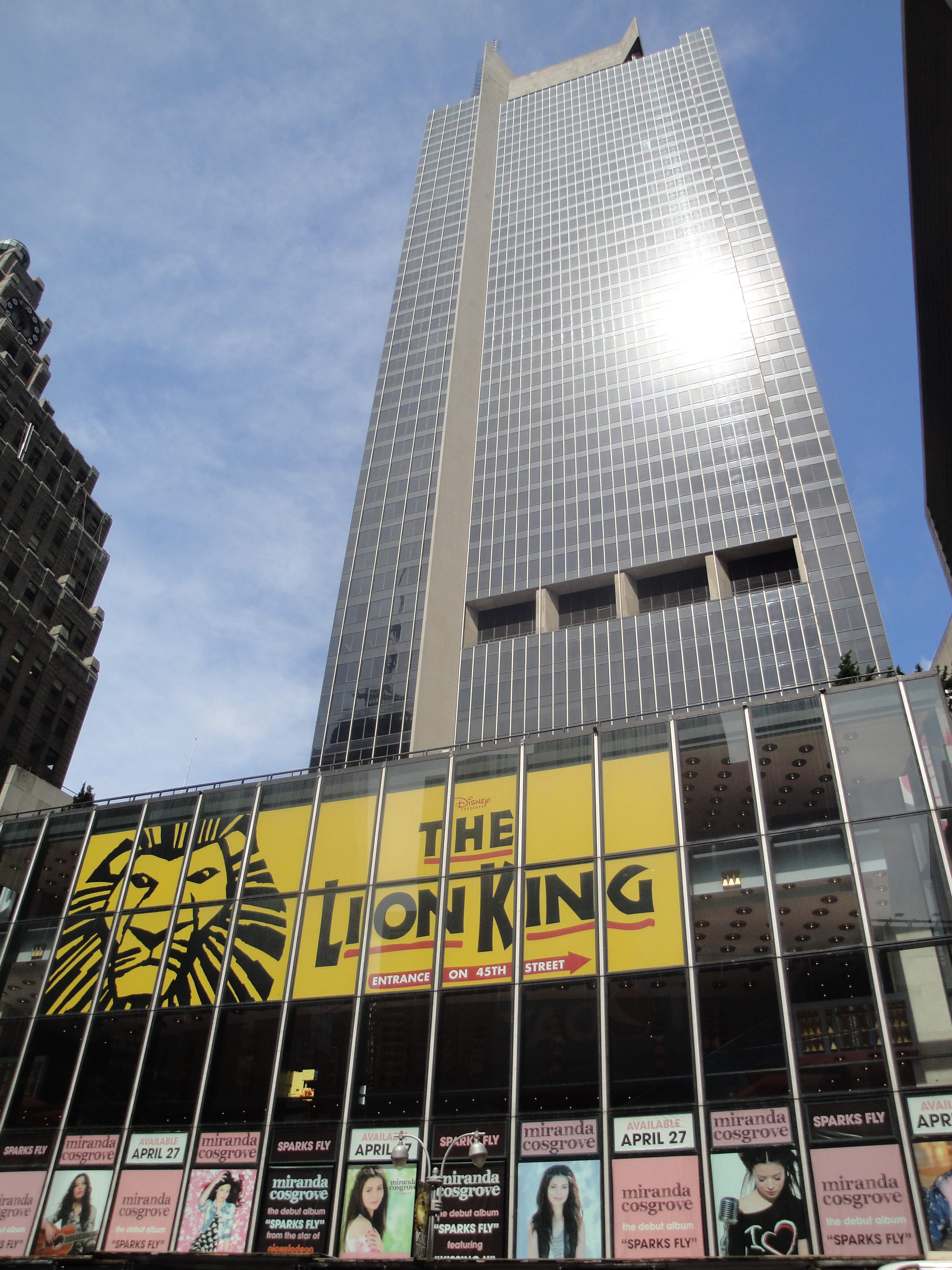
Viacom Building

Viacom (acroniem voor Video & Audio Communications) was een van de grootste mediaconglomeraten ter wereld. Het Amerikaanse concern was gevestigd aan Broadway in New York en had bijkantoren in Hollywood, Glendale, Londen en Washington. Viacom is bekend van het produceren en uitzenden van muziektelevisie via MTV Networks en VH1, kindertelevisie via Nickelodeon en filmproductie en filmdistributie via Paramount Pictures en sinds 2006 ook van DreamWorks SKG.
Het oorspronkelijke "Viacom" werd in 1973 afgesplitst van CBS. Het werd heropgericht in 1986 en maakte sindsdien deel uit van National Amusements. Op 31 januari 2005 werd het omgedoopt in CBS Corporation, waarna vrijwel de helft van de bezittingen in december 2005 werd overgedragen aan het nieuwe bedrijf "New Viacom", dat op dezelfde dag weer werd omgedoopt in Viacom. National Amusements bezat circa 80% van het stemrecht van Viacom en van CBS Corporation. Op 4 december 2019 fuseerden CBS Corporation en Viacom tot ViacomCBS, dat in 2022 weer werd omgedoopt in Paramount Global.

## Activiteiten
Viacom had in het gebroken boekjaar dat liep tot 30 september 2018 een omzet van US$ 12,9 miljard. Het telde op 30 september 2018 zo'n 10.400 voltijdsmedewerkers en had verder nog zo'n 1000 personen in dienst op projectbasis.
De activiteiten waren verdeeld over twee bedrijfsonderdelen:
- Media Networks, waarin de televisieprogrammamakers en -zenders waren opgenomen, zoals Nickelodeon, MTV en Comedy Central. Hieronder viel ook Paramount Channel, dat 24 uur per dag films toont. Dit onderdeel had een bereik van 4,4 miljard huiskamers in meer dan 180 landen.[1] Het was veruit de grootste en meest winstgevend activiteit van Viacom. Bijna de helft van de inkomsten waren advertentie-inkomsten.
- Filmed Entertainment, een onderdeel dat ook de distributie van film en televisieprogramma's maakt en verzorgt. Paramount Pictures is de bekendste merknaam van dit bedrijfsonderdeel. Het werkte nauw samen, maar niet uitsluitend, met de mediakanalen van Viacom, zoals Nickelodeon en MTV. De belangrijkste inkomsten waren de vergoeding om de films en programma's te tonen in bioscopen, op televisie en via betaalkanalen. Dit onderdeel vertegenwoordigde ongeveer een kwart van de totale omzet van Viacom.[1]

Viacom had twee typen aandelen uitstaan: A-aandelen met stemrecht en B-aandelen zonder stemrecht. Beide aandelen waren genoteerd aan de NASDAQ onder de beurstickers VIA and VIAB. National Amusements (NA) had ongeveer 80% van het stemrecht in handen. Het economische belang van NA in Viacom lag rond de 10%. Sumner Redstone was de leidende figuur achter NA en had via de Sumner M. Redstone National Amusements Trust 80% van het stemrecht in NA in handen, de overige 20% waren in handen van zijn dochter Shari Redstone.

## Geschiedenis
Viacom werd oorspronkelijk opgericht als televisiesyndicatiedivisie van het Amerikaanse televisienetwerk Columbia Broadcasting System (CBS), genaamd CBS Films. In 1973 werd het afgesplitst, omdat de destijds nieuwe Federal Communications Commission-regels een verbod legden op het bezit van een syndicatiebedrijf door een televisienetwerk. In het begin heette het nieuwe mediabedrijf voluit Video & Audio Communications, maar deze lange naam werd in het dagelijkse gebruik al snel ingekort tot Viacom.
In het begin verdiende Viacom veel geld door het uitzenden van oude CBS-klassiekers, zoals The Andy Griffith Show en All in the Family en de programma's The Cosby Show en Roseanne. Al snel zag Viacom profijt in een breder palet aan divisies in de mediawereld. Zo kwam het in 1978 tot de overname van het televisienetwerkbedrijf Sonderling Broadcasting, waardoor het bedrijf in bezit kwam van diverse radiostations en een televisiestation van CBS, het huidige NBC in Albany, New York. Tot 1986 zou Viacom nog veel meer televisiestations overnemen, onder meer in Connecticut, Missouri en Louisiana.
Een van de bepalende overnames die Viacom daarna deed, was de overname in 1985 van Warner-Amex Satellite Entertainment van Warner Communications, het huidige Time Warner. Deze overname bracht MTV en het toen nog in kinderschoenen staande Nickelodeon en VH1 bij het bedrijf. Viacom hernoemde Warner Cable (zoals Warner-Amex inmiddels heette) na de overname naar MTV Networks en ontliep zo de licentierechten van de Warner-merknaam.

### Overname door National Amusements en van CBS

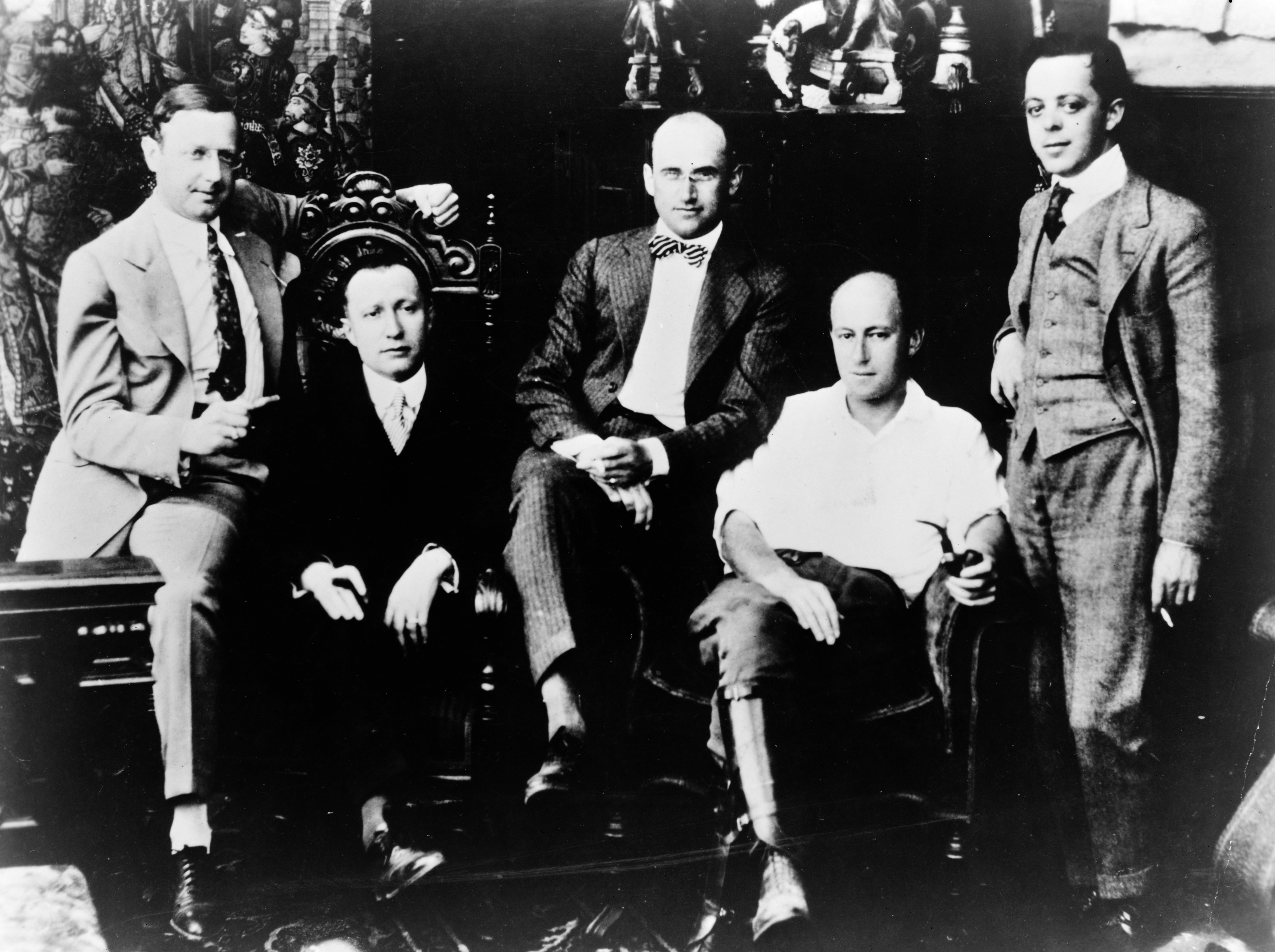
Oprichters van Famous Players, dat niet snel daarna Paramount Pictures zou worden

In 1986 werd Viacom zelf overgenomen. Sumner Redstone kocht het concern en bracht het onder in zijn bedrijf National Amusements, een groot Amerikaans bioscoopconcern. Door de jaren heen is Redstone altijd de leidende kracht achter het bedrijf geweest, als bestuursvoorzitter en grootaandeelhouder. Na de overname werd het concern opnieuw geregistreerd als "Viacom Inc." in de staat Delaware. In de jaren 90 deed Viacom vele overnames en in 1993 werd Paramount Communications, het moederbedrijf van Paramount Pictures ingelijfd. Deze prestigieuze Hollywoodfilmstudio bracht het bedrijf steeds dichter bij het doel om een verticaal georiënteerd mediaconcern te zijn. Het concern voorzag ook een goede samenwerking tussen de nieuwe filmbezittingen en het eigen MTV Networks. Na de overname werden onder andere Nickelodeon Movies en MTV Films opgericht, om onder de vleugel van Paramount films te produceren en distribueren.
In 1999 werd het voormalige moederbedrijf CBS Corporation overgenomen door Viacom. Tot op de dag van vandaag geldt het als een van de allergrootste mediafusies in de geschiedenis van de industrie. Viacom had een bedrag van US$ 50 miljard over voor het voormalige moederbedrijf. Hoewel aangekondigd als een fusie van gelijken, was er overduidelijk sprake van een overname van CBS door Viacom. Door de overname kreeg Viacom niet alleen het televisienetwerk van CBS binnen, maar ook de kabeltelevisiezenders TNN en Country Music Television. Deze twee zenders werden gescheiden van CBS en ondergebracht in MTV Networks. Het in 2001 overgenomen Black Entertainment Television (BET) werd eveneens ondergebracht bij de MTV-divisie, dat dienst ging doen als holding voor de populaire televisiezenders van het mediaconglomeraat. Nadat verschillende BET-medewerkers zich hiertegen hadden uitgesproken bij de directie omdat het een verhuizing van BET uit Washington D.C. betekende, werd BET weer een semi-onafhankelijke divisie van Viacom.

### CBS Corporation en het nieuwe Viacom

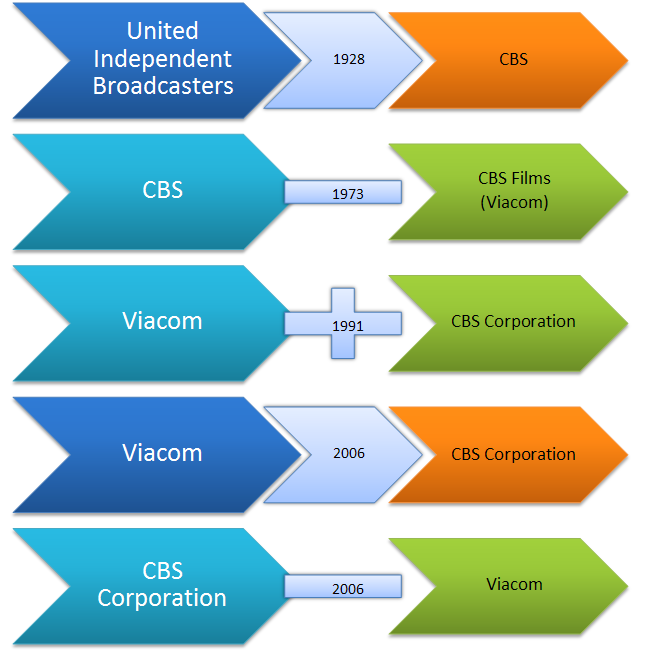
Tijdlijn

Op 14 juni 2005 kondigde het bedrijf aan dat het zich in twee nieuwe bedrijven ging opsplitsen. Het wilde zich beter kunnen concentreren op de verschillende activiteiten, maar de doorslaggevende reden was het grote verlies van US$ 17 miljard in 2004, mede veroorzaakt door afschrijvingen op de radionetwerken. CBS zou zich voornamelijk gaan richten op televisie en consumentenproducten en Viacom op populaire televisie, muziek en films.
In het najaar van 2005 werd er een nieuw bedrijf opgericht door Viacom, genaamd "New Viacom". Op 31 december 2005 werd het bestaande Viacom Inc. hernoemd naar "CBS Corporation" en werden de bezittingen die onder Viacom zouden doorgaan ondergebracht bij het nieuw opgerichte New Viacom. Op 31 januari 2006 werd deze hernoemd naar Viacom Inc., waardoor in feite Viacom is afgesplitst van CBS in plaats van andersom.
Sinds de opsplitsing is er een mediagroep die bekendstaat als CBS Corporation en een deel dat onder de huidige naam verder is gegaan, maar dat wél nieuw opgericht is. CBS Corp bezit onder andere de televisienetwerken Columbia Broadcasting System en United Paramount Network (daarna The CW Television Network), CBS Radio en CBS Outdoor (voorheen Viacom Outdoor). Het nieuwe Viacom heeft onder andere MTV, Nickelodeon, Black Entertainment Television, Paramount Pictures en Famous Music behouden.

### Meer film en uitbreiding in nieuwe media

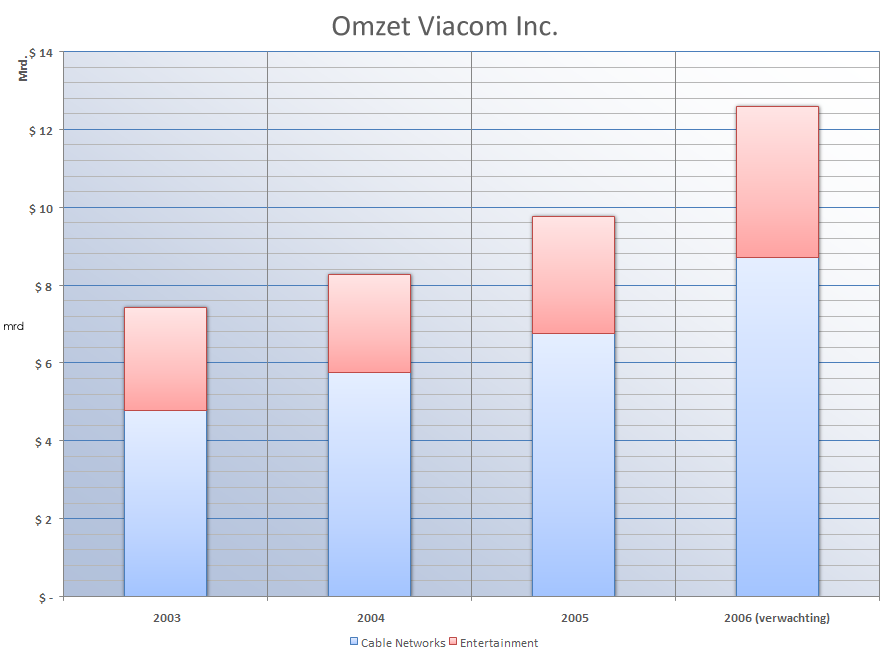
Omzet 2003-2006 naar divisie:
Entertainment & Cable Networks

In december 2005 kwam er een overeenkomst tussen Paramount Pictures en de oprichters van DreamWorks om de onafhankelijke filmstudio te kopen voor een bedrag van circa US$ 1,6 miljard, inclusief US$ 400 miljoen aan schulden. De hoge kosten voor de sciencefictionfilm The Island werden genoemd als een van de redenen waarom DreamWorks het hoofd niet meer zelfstandig boven water kon houden. De film bracht pas vele maanden later het geld binnen om alleen al de productiekosten van US$ 122 miljoen op te halen, die ze deelden met Warner Bros. Eerder waren er geruchten dat Universal Studios (via moederbedrijf NBC Universal) de studio over zou nemen en er scheen al een conceptcontract klaar te liggen bij Universal. DreamWorks koos echter voor een overname door Paramount, omdat ze de bedrijfsstructuur van General Electric, het moederbedrijf van NBC Universal, te ingewikkeld vonden. Op 1 februari 2006 werd de overname voltooid.
Na de opsplitsing in 2006 ging het concern zich tevens richten op zogenoemde "nieuwe media", onder meer internetdiensten. Zo werden iFilm en Xfire overgenomen. Hiermee volgt Viacom concurrent News Corporation, dat in het begin van 2006 een van de populairste websites van het internet overnam, MySpace. Al eerder nam Viacom een stap richting de nieuwe media met de overname van Neopets in juni 2005. De nieuwe media van Viacom worden sinds de overname direct ondergebracht onder MTV Networks, waardoor deze divisie steeds meer een interactievere structuur krijgt.
Het filmarchief van DreamWorks werd verkocht aan de investeringsmaatschappijen Soros Strategic Partners, eigendom van George Soros en Dune Capital Management. De bibliotheek werd verkocht voor US$ 900 miljoen. Paramount Pictures en DreamWorks zouden de rechten behouden op het maken van vervolgen en afgeleide films en Paramount Home Entertainment zou de distributierechten van de bibliotheek voor de volgende vijf jaar behouden. Na die eerste vijf jaar had Viacom een optie om het archief terug te kopen; anders werden de distributiecontracten automatisch verlengd. Viacom zou, via Paramount, een minderheidsaandeel behouden in de holdingsmaatschappij die het archief bezit. Een ander Paramount-onderdeel, Famous Music, zou de muziekdistributierechten van de films behouden, zonder voorwaarden.

### Splitsing wordt ongedaan gemaakt
In augustus 2019 besloten CBS Corporation en Viacom weer samen te gaan. Dertien jaar geleden werden de bedrijven opgesplitst, maar nu voegde hun gezamenlijke eigenaar hen weer samen. Het fusiebedrijf, dat ViacomCBS ging heten, zou met een gecombineerde jaaromzet van 28 miljard dollar een van de grootste mediaconglomeraten van de wereld worden. In het portfolio van ViacomCBS zitten onder meer filmstudio Paramount Pictures, muziekzender MTV en de Nickelodeon Group. Daarnaast bezitten CBS en Viacom nog tal van andere tv-zenders, websites, productiehuizen en uitgeverijen.